# Kollett

Kollett för Strömsholms ridskola m: 1871 med löjtnants gradbeteckning.

Kollett (från franskans collet = liten krage) är en livrock med korta eller inga skört och ståndkrage utan andra prydnader än gradbeteckning och axeltränsar som förekommer i äldre militära uniformsmodeller, uniform m/ä.
Den brukades tidigare som daglig dräkt vid artilleriet och fortifikationen, för underofficerare och officerare vid vissa kavalleriregementen, trängen samt även av krigsskolans kadetter.